# جیمز ای. بولی

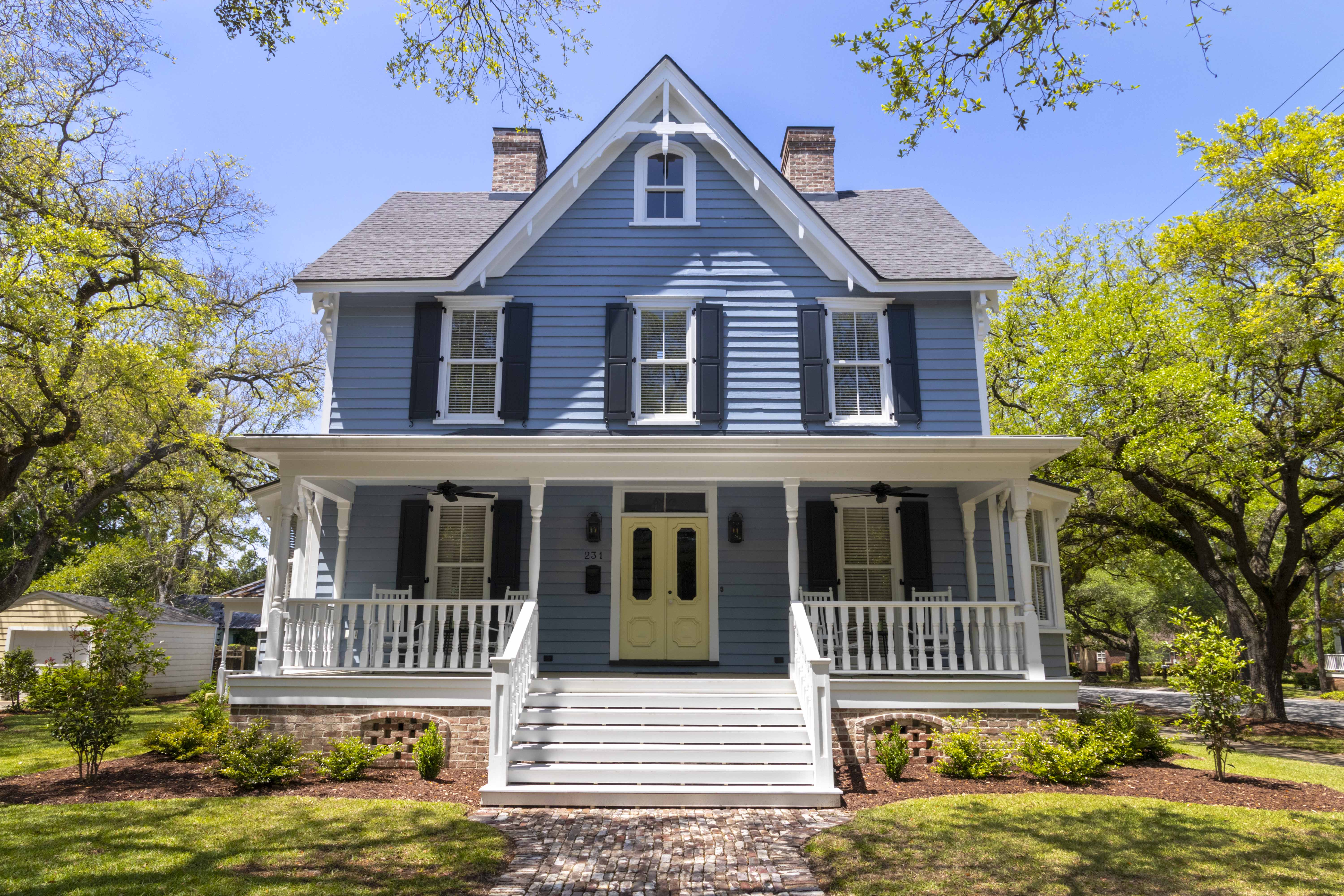
منزل جیمز ای. بولی

جیمز ای. بولی (James A. Bowley) (حدود سال ۱۸۴۴–۳۰ ژانویه ۱۸۹۱)،‏ آموزگار، حقوق‌دان، قاضی، مأمور عالی‌رتبه مدرسه، سیاستمدار و ناشر روزنامه اهل کارولینای جنوبی بود. بولی با همکاری هریت تابمن از بردگی فرار نمود. وی در نیروهای دریای ایالات متحده خدمت کرد. بولی پس از جنگ داخلی آمریکا به جورج‌تاون در ایالت کارولینای جنوبی برگشت و در مدارس تدریس نمود و در مجلس نمایندگان کارولینای جنوبی انتخاب شد. خانه سابقش در جورج‌تاون ایالت کارولینای جنوبی که همراه با خانمش لورا کلرک (۱۸۵۴–۱۹۳۲) در آن زندگی می‌کرد، یک مکان تاریخی است.

## اوایل زندگی، فرار و تحصیلات
بولی، پسر جان بولی و کسیا بولی بود. مادرش خواهرزادهٔ هریت تابمن بود و این دو از نظر سنی آن‌قدر با هم نزدیک بودند و چنان رابطه نزدیک داشتند که خود را خواهر می‌دانستند. کسیا، جیمز و خواهرش آرامینت برده الیزا آن برودوس در شهرستان دارچستر بودند، الیزا خانمی بود که هریت تابمن دوسال قبل از نزدش فرار نموده بود. به‌مجرد شنیدن خبر به حراج گذاشتن کسیا و فرزندانش در دسامبر سال ۱۸۵۰، تابمن به سرعت طرف بالتیمور حرکت کرد و با جان شوهر کسیا برنامه‌ای را ترتیب دادند.
در جریان حراج، جان بولی به یک نحوی موفق شد تا بالاترین پیشنهاد را بدون افشای هویتش، به‌دست‌آورد. پیش از آن‌که مقامات شهرستان دارچستر به آنچه که اتفاق افتاده بود پی ببرند، هرسه برده در یک خانه امن در همان نزدیکی‌ها پنهان ساخته شده بودند. جالب این‌که بولی توانست با یک قایق کوچک از خلیج چساپیک به بالتیمور رهسپار برود و در آنجا تابمن با آن‌ها همراه شد. آن‌ها از آنجا به فیلادلفیا رفتند.
اما قانون بردهٔ فراری جدیداً تصویب شده، سکونت در ایالت «آزاد» مجاور را برای فراریان ساحل شرقی به‌طور فزاینده‌ای خطرناک ساخت. کسیا، جان و آرامینت به زودی پس از فرار راهی کانادا شدند و در چاتهام انتاریو سکونت گزیدند که در آنجا جامعه فراری سیاه‌پوست تشکیل شد. با این‌وجود جیمز چند مدتی با تابمن در فیلادلفیا ماند تا به مدرسه برود. تخمین زده می‌شود که تابمن نیمی از درآمد خود را در آن‌زمان صرف آموزش خواهرزادهٔ خود کرده باشد با وجودیکه معلوم نیست که وی در کجا و به چه مدت تحصیل نموده‌است.
{بولی} در سال ۱۸۶۸ در یک نامه به «خاله‌اش» هریت ذکر کرد که وی یکی از «نخستین مسافران خانه اسارت» بود. گفته‌های وی قرار بود بخشی از زندگی‌نامهٔ سارا برادفورد، کتاب چشم‌انداز زندگی هریت تابمن باشد، اما به دلایلی در این کتاب درج نشد.

## جنگ داخلی
جیمز در سال ۱۸۶۳ به نیروهای دریایی اتحادیه پیوست و در جریان جنگ داخلی به‌عنوان کرجی‌بان در کشتی USS جنسی خدمت کرد.

## حرفه
جیمز پس از پایان جنگ داخلی بر آن شد تا با کار کردن به‌عنوان آموزگار (حدود سال ۱۸۶۷) برای دفتر آزادگان در جورج‌تاون ایالت کارولینای جنوبی، برای بردگان جدیداً آزاد شده کمک نماید. بولی با موفقیت اما به شکل بحث‌برانگیز در آستانه ورود به مرحلهٔ دوم زندگی خود در دورهٔ بازسازی بود. بولی در آن دورهٔ پرآشوب کارولینای جنوبی خود را به‌عنوان یک شخصیت تأثیرگذار بیش از یک آموزگار تثبیت کرد. در سال ۱۸۷۰ با لورا سی دورگه ساکن اصلی جورج‌تاون ازدواج نمود. نام بولی در فهرست «مأمور عالی‌رتبه مدرسه» ذکر شده‌است و مقدار کمی سرمایه داشت و در میان کارمندان غیرنظامی هر دو نژاد زندگی می‌کرد.
بولی در سال ۱۸۶۹ در یک انتخابات ویژه برای نمایندگی ایالت جورج‌تاون نامزد شد تا کرسی خالی ناشی از مرگ هنری دبلیو. وب را پُر نماید. بولی نامزد جمهوری‌خواه رادیکال شد و با اکثریت ۱٬۰۰۰ رأی و کسب بالاتر از ۸۵ درصد آرای رأی‌دهندگان، کرسی را به‌دست‌آورد. در سال ۱۸۷۰ و ۱۸۷۲ مجدداً انتخاب شد.
سمت قانون‌گذاری بولی، همان‌گونه که برای بسیاری از جمهوری‌خواهان که دائماً به فساد و بی کفایتی متهم می‌شدند، سبب چالش‌ها گردید، در نهایت منبع بسیاری از چالش‌ها برای بولی نیز شد. بولی برای یک مدت زمانی ریاست کمیتهٔ امکانات مالی را به‌عهده داشت، این کمیته یک نهاد برجسته بود که کدهای مالیاتی و سایر اقدامات درآمدزای مجلس ایالتی را تعیین می‌کرد. روزنامه اندرسن تایمز که یک روزنامهٔ محافظه‌کار سیاسی و متمایل به دموکرات بود، در سال ۱۸۷۲ در یک گزارش نوشت «جناب آقای بولی اهل جورج‌تاون یک مرد سیاه‌پوست است و با قضاوت از روی جمجمه‌شناسی، قیافه‌شناسی و همان‌گویی، ترس داریم که او به آسانی بتواند امکانات مالی را تهیه نماید». موضوعی که در مباحث بسیاری از روزنامه‌های ایالات جنوبی دورهٔ بازسازی از سیاست‌مداران سیاه‌پوست منعکس گردید، این بود که جیمز از لحاظ ذهنی برای این پُست مناسب نبود و احتمالاً در برابر رشوه‌ستانی آسیب‌پذیر است.
بولی در سال ۱۸۷۲ دومین وکیل سیاه‌پوست بود که در دادگاه جورج‌تاون حضور یافت. بولی تحت نظر میکن بولینگ آلن در چارلستون مدت دو سال حقوق خواند و در سال ۱۸۷۲ در آزمون کانون وکلا تحت ادارهٔ جان جی. مکی و سی. دبلیو بوتز، کامیاب شد و توسط آر. اف گراهام قاضی حوزوی پذیرفته شد.
بولی در سال ۱۸۷۳ هفته نامه‌ای را تحت عنوان «سیاره جورج‌تاون» با تمرکز بر سیاست، ادبیات و علم تأسیس نمود. این هفته‌نامه، یک هفته نامهٔ جمهوری‌خواه و یگانه هفته‌نامه در جورج‌تاون بود.
جیمز در سال ۱۸۷۳ متولی دانشگاه کارولینای جنوبی گماشته شد و این درست زمانی بود که قرار بود مرحلهٔ کوتاه ادغام شروع شود. ترس از شمولیت سیاه‌پوستان سبب شد که ثبت نام تنها به هشت دانشجو کاهش یابد که اکثریت آن‌ها پسران استادان دانشگاه بودند. موانع قانونی فراه راه ثبت نام سیاه‌پوستان در سال ۱۸۶۹ برداشته شده بود اما هنری ای. هین وزیر خارجه کارولینای جنوبی نخستین دانشجوی آفریقایی - آمریکایی الی ماه اکتبر سال ۱۸۷۳ ثبت نام نکرد. حتی پس از رایگان شدن شهریه، بولی و سایر متولیان قادر به پُر کردن کرسی‌های دانشگاه نشدند. آن‌ها در نهایت مجبور شدند تا دانشجویان دانشگاه هوارد و سایر دانشگاه‌ها را متقاعد نمایند تا به دانشگاه کارولینای جنوبی بیایند و این کار منتج به تعداد نسبتاً زیادتر دانشجویان شد که تا سال ۱۸۷۵ در حدود ۹۰ درصد سیاه‌پوستان بودند.

## آشوب سیاسی
بولی عداوت خیلی آشکارا با ویلیام اچ. جونز همکاری جمهوری‌خواه خود داشت و این کار به وجهه سیاست‌مداران سیاه‌پوست دورهٔ بازسازی آسیب رساند. سفیدپوستان کارولینای جنوبی از این فرصت به هدف تنبیه «جنگ بین جناح‌های رنگین‌پوست» استفاده نمودند. یک گزارش از شبکه تلویزیونی چارلستون نیوز که در روزنامهٔ نیویورک تایمز دوباره به نشر رسید، این قضاوت پُر از اشتیاق از جانب دموکرات‌های سفیدپوست را منعکس می‌سازد. در اواسط ماه اوت این روزنامه ادعا کرد که «شهر… به‌طور کامل تحت فرمان و در اختیار انبوهی از وحشی‌های سیاه‌پوستان نابخرد قرار دارد». مجادله ظاهراً در جلسه نمایندگان کنوانسیون جمهوری‌خواهان ایالتی شروع گردید که در بی‌ثباتی با گلوله به پایان رسید.